# NXT North American Championship
Le NXT North American Championship (que l'on peut traduire par championnat d'Amérique du Nord de NXT) est un championnat de catch ou lutte professionnelle utilisé par la World Wrestling Entertainment, dans la division NXT. Il a été présenté aux enregistrements de NXT le 7 mars 2018. Le champion inaugural sera déterminé dans un match de l'échelle à NXT TakeOver: New Orleans le 7 avril 2018. Le 7 avril lors de NXT TakeOver: New Orleans, Adam Cole remporte ce combat et devient ainsi le premier champion.
Depuis sa création, ce titre a été détenu par 22 catcheurs et a été vacant deux fois.

## Histoire
Le 28 mars 2018, le manager général de NXT William Regal annonce la création prochaine du championnat d'Amérique du Nord de la NXT. Quelques minutes plus tard, il informe le public que le premier champion va être désigné dans un match de l'échelle opposant Adam Cole à Killian Dain, Velveteen Dream, Lars Sullivan, EC3 et Ricochet le 7 avril à NXT TakeOver: New Orleans.

## Liste des champions
| #  | Champion                 | Nombre de règnes | Date              | Durée (en jours) | Évènement                          | Lieu                            | Notes | Réf.   |
| -- | ------------------------ | ---------------- | ----------------- | ---------------- | ---------------------------------- | ------------------------------- | --- | ------ |
| 1  | Adam Cole                | 1                | 7 avril 2018      | 133              | NXT TakeOver: New Orleans          | La Nouvelle-Orléans (Louisiane) | Il remporte un match de l'échelle l'opposant à Killian Dain, Velveteen Dream, Lars Sullivan, EC3 et Ricochet pour couronner le premier champion nord-américain. |        |
| 2  | Ricochet                 | 1                | 18 août 2018      | 161              | NXT TakeOver: Brooklyn IV          | Brooklyn (New York)             | Après s'être vu refuser une occasion pour le titre nord-américain par Adam Cole, Ricochet a saisi l'occasion de défier Adam à NXT TakeOver: Brooklyn IV. |        |
| 3  | Johnny Gargano           | 1                | 26 janvier 2019   | 4                | NXT TakeOver: Phoenix              | Phoenix (Arizona)               | En battant Ricochet. Il remporte le titre pour la première fois de sa carrière. | [ 3 ]  |
| 4  | The Velveteen Dream      | 1                | 30 janvier 2019   | 231              | NXT                                | Winter Park (Floride)           | En battant Johnny Gargano. Il remporte le titre pour la première fois de sa carrière. | [ 4 ]  |
| 5  | Roderick Strong          | 1                | 18 septembre 2019 | 157              | NXT                                | Winter Park (Floride)           | En battant The Velveteen Dream. Il remporte le titre pour la première fois de sa carrière. | [ 5 ]  |
| 6  | Keith Lee                | 1                | 22 janvier 2020   | 182              | NXT                                | Winter Park (Floride)           | En battant Roderick Strong, malgré le fait que l'Undisputed Era ait tenté de l'attaquer et le blesser à la cheville avant le début du combat. Il remporte le titre pour la première fois de sa carrière et son premier titre personnel.                                           | [ 6 ]  |
| —  | Vacant                   | 1                | 22 juillet 2020   | 31               | NXT                                | Winter Park (Floride)           | Après avoir défendu le titre pendant 6 mois, Keith Lee prend la décision de l'abandonner, laissant la possibilité à d'autres catcheurs d'obtenir des opportunités pour la ceinture.                                                                                               | [ 7 ]  |
| 7  | Damian Priest            | 1                | 22 août 2020      | 67               | NXT TakeOver: XXX                  | Winter Park (Floride)           | En battant Bronson Reed, Cameron Grimes, Johnny Gargano et The Velveteen Dream dans un Fatal 5-Way Ladder match. Il remporte le titre pour la première fois de sa carrière, et son premier titre personnel.                                                                       | [ 8 ]  |
| 8  | Johnny Gargano           | 2                | 22 octobre 2020   | 14               | NXT Halloween Havoc (2020)         | Orlando (Floride)               | En battant Damian Priest dans un Devil's Playground match, aidé par une intervention extérieure d'un homme masqué. Il remporte le titre pour la seconde fois et devient le premier catcheur à gagner deux fois la ceinture.                                                       | [ 9 ]  |
| 9  | Leon Ruff                | 1                | 11 novembre 2020  | 25               | NXT                                | Orlando (Floride)               | En battant Johnny Gargano. Il remporte le titre pour la première fois de sa carrière et son premier titre personnel. | [ 10 ] |
| 10 | Johnny Gargano           | 3                | 6 décembre 2020   | 163              | NXT TakeOver: WarGames (2020)      | Orlando (Floride)               | En battant Leon Ruff et Damian Priest dans un Triple Threat match, aidé par une intervention extérieure d'Austin Theory. Il remporte le titre pour la troisième fois et devient le premier catcheur à gagner trois fois la ceinture.                                              | [ 11 ] |
| 11 | Bronson Reed             | 1                | 18 mai 2021       | 42               | NXT 2.0                            | Orlando (Floride)               | En battant Johnny Gargano dans un Steel Cage match. Il remporte le titre pour la première fois de sa carrière et son premier titre personnel. | [ 12 ] |
| 12 | Isaiah "Swerve" Scott    | 1                | 29 juin 2021      | 105              | NXT 2.0                            | Orlando (Floride)               | En battant Bronson Reed, avec l'aide des distractions de ses partenaires du groupe Hit Row. Il remporte le titre pour la première fois de sa carrière et son premier titre personnel.                                                                                             | [ 13 ] |
| 13 | Carmelo Hayes            | 1                | 12 octobre 2021   | 172              | NXT 2.0                            | Orlando (Floride)               | En battant Isaiah "Swerve" Scott, après avoir fait valoir son titre de vainqueur du tournoi NXT Breakout, alors que son adversaire venait de conserver son titre contre Santos Escobar. Il remporte le titre pour la première fois de sa carrière et son premier titre personnel. | [ 14 ] |
| 14 | Cameron Grimes           | 1                | 2 avril 2022      | 63               | NXT Stand & Deliver (2022)         | Dallas (Texas)                  | En battant Carmelo Hayes, Grayson Waller, Santos Escobar et Solo Sikoa dans un Fatal 5-Way Ladder match. Il remporte le titre pour la première fois de sa carrière et son premier titre personnel.                                                                                | [ 15 ] |
| 15 | Carmelo Hayes            | 2                | 4 juin 2022       | 101              | NXT TakeOver: In Your House (2022) | Orlando (Floride)               | En prenant sa revanche sur Cameron Grimes. Il remporte le titre pour la seconde fois et devient le second catcheur à gagner deux fois la ceinture, derrière Johnny Gargano. | [ 16 ] |
| 16 | Solo Sikoa               | 1                | 13 septembre 2022 | 7                | NXT: 2.0                           | Orlando (Floride)               | En battant Carmelo Hayes, après avoir répondu à l'Open Challenge de ce dernier. Il remporte le titre pour la première fois de sa carrière et son premier titre personnel. | [ 17 ] |
| —  | Vacant                   | 2                | 20 septembre 2022 | 32               | NXT: 2.0                           | Orlando (Floride)               | Après avoir appris par Shawn Michaels qu'il n'a pas eu l'autorisation de répondre à l'Open Challenge de Carmelo Hayes la semaine passée, Solo Sikoa est, hélas, contraint d'abandonner la ceinture.                                                                               | [ 18 ] |
| 17 | Wes Lee                  | 1                | 22 octobre 2022   | 269              | NXT Halloween Havoc (2022)         | Orlando (Floride)               | En battant Carmelo Hayes, Nathan Frazer, Oro Mensah et Von Wagner dans un Fatal 5-Way Ladder match. Il remporte le titre pour la première fois de sa carrière et son premier titre personnel.                                                                                     | [ 19 ] |
| 18 | "Dirty" Dominik Mysterio | 1                | 18 juillet 2023   | 74               | NXT                                | Orlando (Floride)               | En battant Wes Lee, avec l'aide des interventions extérieures du Judgment Day. Il remporte le titre pour la première fois de sa carrière et son premier titre personnel. | [ 20 ] |
| 19 | Trick Williams           | 1                | 30 septembre 2023 | 3                | NXT No Mercy (2023)                | Bakersfield (Californie)        | En battant "Dirty" Dominik Mysterio, il remporte le titre pour la première fois de sa carrière et son premier titre personnel. Il s'agit du règne le plus court de l'histoire du titre.                                                                                           | [ 21 ] |
| 20 | "Dirty" Dominik Mysterio | 2                | 3 octobre 2023    | 67               | NXT                                | Orlando (Floride)               | En prenant sa revanche sur Trick Williams, avec l'aide des interventions extérieures du Judgment Day. | [ 22 ] |
| 21 | Dragon Lee               | 1                | 9 décembre 2023   | 31               | NXT Deadline (2023)                | Bridgeport (Connecticut)        | En prenant sa revanche sur "Dirty" Dominik Mysterio, qui l'avait battu le 25 septembre à Raw. Il remporte le titre pour la première fois de sa carrière et son premier titre personnel.                                                                                           | [ 23 ] |
| 22 | Oba Femi                 | 1                | 9 janvier 2024    | 273              | NXT                                | Orlando (Floride)               | En battant Dragon Lee après avoir utilisé son contrat NXT Breakout sur le luchador, il remporte le titre pour la première fois de sa carrière. Il s'agit du plus long règne de l'histoire du titre.                                                                               | [ 24 ] |
| 23 | Tony D'Angelo            | 1                | 8 octobre 2024    | 147              | NXT                                | Saint-Louis (Missouri)          | En battant Oba Femi, il remporte le titre pour la première fois et son deuxième titre individuel à NXT | [ 25 ] |
| 24 | Shawn Spears             | 1                | 4 mars 2025       | 28               | NXT                                | Orlando (Floride)               | Il s'agit du plus vieux champion de l'histoire du titre. | [ 26 ] |
| 25 | Ricky Saints             | 1                | 1er avril 2025    | 56               | NXT                                | Orlando (Floride)               | En battant Shawn Spears, il remporte son premier titre à la WWE. | [ 27 ] |
| 26 | Ethan Page               | 1                | 27 mai 2025       | 2+               | NXT                                | Orlando (Floride)               | En battant Ricky Saints, il remporte le titre pour la première fois et son deuxième titre à la WWE. | [ 28 ] |

## Règnes Combinés
|  | Lutteur travaillant toujours à NXT |

| Rang | Champion                 | Règnes | Jours combinés |
| ---- | ------------------------ | ------ | -------------- |
| 1    | Carmelo Hayes            | 2      | 273            |
| 1    | Oba Femi                 | 1      | 273            |
| 3    | Wes Lee                  | 1      | 269            |
| 4    | The Velveteen Dream      | 1      | 231            |
| 5    | Keith Lee                | 1      | 182            |
| 6    | Johnny Gargano           | 3      | 181            |
| 7    | Ricochet                 | 1      | 161            |
| 8    | Tony D'Angelo            | 1      | 147            |
| 9    | "Dirty" Dominik Mysterio | 2      | 141            |
| 10   | Adam Cole                | 1      | 133            |
| 11   | Roderick Strong          | 1      | 126            |
| 12   | Isaiah "Swerve" Scott    | 1      | 105            |
| 13   | Damian Priest            | 1      | 67             |
| 14   | Cameron Grimes           | 1      | 63             |
| 15   | Ricky Saints             | 1      | 56             |
| 16   | Bronson Reed             | 1      | 42             |
| 17   | Dragon Lee               | 1      | 31             |
| 18   | Shawn Spears             | 1      | 28             |
| 19   | Leon Ruff                | 1      | 25             |
| 20   | Solo Sikoa               | 1      | 7              |
| 21   | Trick Williams           | 1      | 3              |
| 22   | Ethan Page               | 1      | 2+             |

## Statistiques
| Record                     | Détenteur du record | Chiffre   |
| -------------------------- | ------------------- | --------- |
| Règne le plus long         | Oba Femi            | 273 jours |
| Règne le plus court        | Trick Williams      | 3 jours   |
| Plus grand nombre de règne | Johnny Gargano      | 3 fois    |
| Champion le plus jeune     | The Velveteen Dream | 23 ans    |
| Champion le plus âgé       | Shawn Spears        | 44 ans    |